# A Diósgyőri VTK 2007–2008-as szezonja
A Diósgyőri VTK 2007–2008-as szezonja szócikk a Diósgyőri VTK első számú férfi labdarúgócsapatának egy szezonjáról szól, mely sorozatban a 4., összességében pedig a 42. idénye a csapatnak a magyar első osztályban. A klub fennállásának ekkor volt a 97. évfordulója.

## Mérkőzések
| Színmagyarázat | Színmagyarázat |
| -------------- | -------------- |
|                | Győzelem.      |
|                | Döntetlen.     |
|                | Vereség.       |

### Soproni Liga 2007–08

#### Őszi fordulók
| 1. forduló 2007. július 22. 18:00 |

| Diósgyőr             | 1 – 2               | Debreceni VSC                          |
| -------------------- | ------------------- | -------------------------------------- |
| Katona 21' Douva 88' | (1 – 2) Jegyzőkönyv | Kouemaha 8' 16' Bernáth 63' Sidibe 70' |

| Oláh Gábor utcai stadion, Debrecen Nézőszám: 6 000 Játékvezető: Iványi Zoltán (magyar) |

| 2. forduló 2007. július 28. 19:00 |

| Diósgyőr             | 0 – 3               | BFC Siófok                         |
| -------------------- | ------------------- | ---------------------------------- |
| Vitelki 20' Elek 60' | (0 – 1) Jegyzőkönyv | Kuttor 7' Fülöp 48' 65' Forgács 2' |

| DVTK-stadion, Miskolc Nézőszám: 3 000 Játékvezető: Szilasi Szabolcs (magyar) |

| 3. forduló 2007. augusztus 3. 19:00 |

| Zalaegerszegi TE                                                      | 4 – 1               | Diósgyőr                         |
| --------------------------------------------------------------------- | ------------------- | -------------------------------- |
| Pekič 17' Waltner 69' 81' (11-esből) Vulin 85' Polgár 59' Davidov 82' | (1 – 1) Jegyzőkönyv | Douva 28' Farkas 61′ Lakatos 80' |

| ZTE Aréna, Zalaegerszeg Nézőszám: 5 500 Játékvezető: Andó-Szabó Sándor (magyar) |

| 4. forduló 2007. augusztus 10. 19:00 |

| Diósgyőr            | 2 – 2               | MTK Budapest  |
| ------------------- | ------------------- | ------------- |
| Carr 30' Elek 90+2' | (1 – 1) Jegyzőkönyv | Urbán 45' 55' |

| DVTK-stadion, Miskolc Nézőszám: 4 000 Játékvezető: Arany Tamás (magyar) |

| 5. forduló 2007. augusztus 18. 19:00 |

| Kaposvári Rákóczi                           | 1 – 1               | Diósgyőr                                  |
| ------------------------------------------- | ------------------- | ----------------------------------------- |
| Oláh 48' Zahorecz 10' Petrók 64' Pest 90+2′ | (0 – 1) Jegyzőkönyv | Simon 7' Douva 38' Kállai 59' Köteles 71' |

| Rákóczi Stadion, Kaposvár Nézőszám: 3 000 Játékvezető: Bede Ferenc (magyar) |

| 6. forduló 2007. augusztus 24. 19:00 |

| Diósgyőr             | 2 – 2               | Budapest Honvéd                |
| -------------------- | ------------------- | ------------------------------ |
| Sipeki 18' Simon 23' | (2 – 1) Jegyzőkönyv | Hercegfalvi 15' 81' Pomper 85′ |

| DVTK-stadion, Miskolc Nézőszám: 3 000 Játékvezető: Iványi Zoltán (magyar) |

| 7. forduló 2007. augusztus 31. 19:00 |

| Vasas | 0 – 0               | Diósgyőr                          |
| ----- | ------------------- | --------------------------------- |
|       | (0 – 0) Jegyzőkönyv | Katona 63' Vitelki 68' Farkas 78' |

| Illovszky Rudolf Stadion, Budapest Nézőszám: 1 500 Játékvezető: Veizer Roland (magyar) |

| 8. forduló 2007. szeptember 15. 18:00 |

| Diósgyőr                        | 0 – 0               | Nyíregyháza Spartacus                                    |
| ------------------------------- | ------------------- | -------------------------------------------------------- |
| Katona 19' Carr 79' Köteles 89' | (0 – 0) Jegyzőkönyv | Zaleh 21' Miskolczi 23' Hegedűs 52' Bagoly 79' Cséke 89' |

| DVTK-stadion, Miskolc Nézőszám: 8 000 Játékvezető: Szabó Zsolt (magyar) |

| 9. forduló 2007. szeptember 21. 16:00 |

| FC Tatabánya                                              | 2 – 2               | Diósgyőr                                                |
| --------------------------------------------------------- | ------------------- | ------------------------------------------------------- |
| Takács 75' Hajdú 80' Balogh 53' Filó 87' Juan Pérez 90+1' | (0 – 2) Jegyzőkönyv | Simon 5' Douva 40' Navarrete 67' Farkas 87' Hegedűs 88' |

| Városi Stadion, Tatabánya Nézőszám: 300 Játékvezető: Solymosi Péter (magyar) |

| 10. forduló 2007. szeptember 29. 18:00 |

| Diósgyőr               | 0 – 1               | Rákospalotai EAC                                    |
| ---------------------- | ------------------- | --------------------------------------------------- |
| Hegedűs 10' Farkas 60' | (0 – 0) Jegyzőkönyv | Nyerges 90' Rása 43' Horváth 50' Torma 81' Erős 82' |

| DVTK-stadion, Miskolc Nézőszám: 9 000 Játékvezető: Berger József (magyar) |

| 11. forduló 2007. október 6. 18:00 |

| FC Sopron  | 0 – 1               | Diósgyőr                                |
| ---------- | ------------------- | --------------------------------------- |
| Farkas 30' | (0 – 1) Jegyzőkönyv | Simon 14' Ebala 29' Rassou 65′ Ngam 86' |

| Káposztás utcai Stadion, Sopron Nézőszám: 2 000 Játékvezető: Bede Ferenc (magyar) |

- A mérkőzést törölték és 3–0-val a Diósgyőrnek került jóváírásra.

| 12. forduló 2007. október 19. 19:00 |

| Diósgyőr                 | 2 – 0               | FC Fehérvár                    |
| ------------------------ | ------------------- | ------------------------------ |
| Sipeki 47' Simon 86' 27' | (0 – 0) Jegyzőkönyv | Božić 20' Mohl 31' Horváth 80' |

| DVTK-stadion, Miskolc Nézőszám: 2 000 Játékvezető: Sápi Csaba (magyar) |

| 13. forduló 2007. november 3. 13:30 |

| Paksi FC                                  | 2 – 2               | Diósgyőr                         |
| ----------------------------------------- | ------------------- | -------------------------------- |
| Tököli 79' Kiss 90' Tamási 22' Molnár 32' | (0 – 1) Jegyzőkönyv | Simon 42' Sipeki 65' Bessong 35' |

| Fehérvári úti stadion, Paks Nézőszám: 1 000 Játékvezető: Kassai Viktor (magyar) |

| 14. forduló 2007. november 9. 19:00 |

| Diósgyőr                                    | 1 – 4               | Újpest                                                                             |
| ------------------------------------------- | ------------------- | ---------------------------------------------------------------------------------- |
| Bessong 22' Elek 38' Kállai 51' Köteles 56' | (1 – 1) Jegyzőkönyv | Kovács 11' Tisza 53' (11-esből) 28' Haman 57' (11-esből) 25' Foxi 73' 38' Habi 50' |

| DVTK-stadion, Miskolc Nézőszám: 4 500 Játékvezető: Solymosi Péter (magyar) |

| 15. forduló 2007. november 24. 13:00 |

| Győri ETO                                                                         | 5 – 1               | Diósgyőr                         |
| --------------------------------------------------------------------------------- | ------------------- | -------------------------------- |
| Józsi 2' Bajzát 35' 70' (11-esből) Bogdanović 54' 40' Kovács 90+1' 36' Völgyi 44' | (2 – 1) Jegyzőkönyv | Ebala 10' Bessong 41' Farkas 84' |

| ETO Park, Győr Nézőszám: 2 000 Játékvezető: Sápi Csaba (magyar) |

#### Tavaszi fordulók
| 16. forduló 2008. február 22. 19:00 |

| Debreceni VSC                                            | 3 – 0               | Diósgyőr                |
| -------------------------------------------------------- | ------------------- | ----------------------- |
| Kerekes 69' 90+3' 90+3' Kiss 75' Sándor 25' Vukmir 90+2' | (0 – 0) Jegyzőkönyv | Kamber 35' Martínez 79' |

| Oláh Gábor utcai stadion, Debrecen Nézőszám: 6 000 Játékvezető: Vad II. István (magyar) |

| 17. forduló 2008. március 1. 16:00 |

| BFC Siófok                                                        | 4 – 0               | Diósgyőr                 |
| ----------------------------------------------------------------- | ------------------- | ------------------------ |
| Magasföldi 25' 64' Bonifert 75' Melczer 89' (11-esből) Tusori 27' | (1 – 0) Jegyzőkönyv | Pintér 45′ Mogyorósi 67' |

| Révész Géza utcai stadion, Siófok Nézőszám: 500 Játékvezető: Andó-Szabó Sándor (magyar) |

| 18. forduló 2008. március 8. 16:00 |

| Diósgyőr                | 1 – 1               | Zalaegerszegi TE                            |
| ----------------------- | ------------------- | ------------------------------------------- |
| Sebők 90+1' Vitelki 46' | (0 – 0) Jegyzőkönyv | Waltner 59' 83' Miljatovič 17' Molnár 90+2' |

| DVTK-stadion, Miskolc Nézőszám: 3 500 Játékvezető: Bede Ferenc (magyar) |

| 19. forduló 2008. március 17. 18:00 |

| MTK Budapest                    | 1 – 1               | Diósgyőr                                               |
| ------------------------------- | ------------------- | ------------------------------------------------------ |
| Kanta 55' Pátkai 82' Pollák 90' | (0 – 0) Jegyzőkönyv | Honma 90' Pintér 34' Mogyorósi 45' Kállai 64' Elek 73' |

| Hidegkuti Nándor Stadion, Budapest Nézőszám: 2 000 Játékvezető: Bognár Tamás (magyar) |

| 20. forduló 2008. március 22. 16:00 |

| Diósgyőr                                 | 2 – 1               | Kaposvári Rákóczi               |
| ---------------------------------------- | ------------------- | ------------------------------- |
| Sebők 66' 90+3′ Martínez 83' Hegedűs 67' | (0 – 1) Jegyzőkönyv | Leandro 11' Graszl 60' Ribi 75' |

| DVTK-stadion, Miskolc Nézőszám: 2 500 Játékvezető: Veizer Roland (magyar) |

| 21. forduló 2008. március 28. 19:00 |

| Budapest Honvéd | 0 – 1               | Diósgyőr                                       |
| --------------- | ------------------- | ---------------------------------------------- |
| Ivancsics 44'   | (0 – 0) Jegyzőkönyv | Honma 79' Pintér 17' Mogyorósi 21' Kerényi 87' |

| Bozsik József Stadion, Budapest Nézőszám: 1 500 Játékvezető: Szabó Zsolt (magyar) |

| 22. forduló 2008. április 5. 19:00 |

| Diósgyőr                                                         | 4 – 5               | Vasas                                                                               |
| ---------------------------------------------------------------- | ------------------- | ----------------------------------------------------------------------------------- |
| Honma 21' Simon 44' Lipusz 89' Elek 90' Martínez 75' Köteles 82′ | (2 – 2) Jegyzőkönyv | Kincses 26' Pavičević 41' 72' Sowunmi 59' Németh 74' 83' (11-esből) Jovánczai 90+1' |

| DVTK-stadion, Miskolc Nézőszám: 4 500 Játékvezető: Kassai Viktor (magyar) |

| 23. forduló 2008. április 12. 19:00 |

| Nyíregyháza Spartacus        | 2 – 1               | Diósgyőr                                   |
| ---------------------------- | ------------------- | ------------------------------------------ |
| Granát 12' Miskolczi 45' 54' | (2 – 0) Jegyzőkönyv | Honma 55' Sebők 16' Kamber 42′ Hegedűs 53' |

| Nyíregyháza Városi Stadion, Nyíregyháza Nézőszám: 7 500 Játékvezető: Mészáros István (magyar) |

| 24. forduló 2008. április 19. 19:00 |

| Diósgyőr                 | 2 – 2               | FC Tatabánya                                                           |
| ------------------------ | ------------------- | ---------------------------------------------------------------------- |
| Simon 68' (11-esből) 70' | (0 – 2) Jegyzőkönyv | Juan Pérez 42' Megyesi 45' Kovács 35' Kurucz 68' Dienes 71' Farkas 85' |

| DVTK-stadion, Miskolc Nézőszám: 3 500 Játékvezető: Németh Ádám (magyar) |

| 25. forduló 2008. április 26. 19:00 |

| Soproni REAC                                                                                    | 5 – 5               | Diósgyőr                                                                  |
| ----------------------------------------------------------------------------------------------- | ------------------- | ------------------------------------------------------------------------- |
| Dancs 36' 52' Varga 68' Somorjai 76' (11-esből) 81' (11-esből) Erős 40' Horváth 52' Kőhalmi 65' | (1 – 2) Jegyzőkönyv | Simon 24' 50' Honma 45' 77' Kamber 70' Köteles 22' Pintér 40' Hegedűs 75' |

| Sopron Nézőszám: 500 |

| 26. forduló 2008. május 3. |

| Diósgyőr | 3 – 0               | FC Sopron |
| -------- | ------------------- | --------- |
|          | (0 – 0) Jegyzőkönyv |           |

| DVTK-stadion, Miskolc |

- A mérkőzést törölték és 3–0-val a Diósgyőrnek került jóváírásra.

| 27. forduló 2008. május 10. 19:00 |

| FC Fehérvár                  | 3 – 1               | Diósgyőr                            |
| ---------------------------- | ------------------- | ----------------------------------- |
| Sitku 56' Dvéri 81' Nagy 90' | (0 – 0) Jegyzőkönyv | Pintér 70' 41' Sebők 45' Kamber 70' |

| Sóstói Stadion, Székesfehérvár Nézőszám: 3 000 Játékvezető: Szilasi Szabolcs (magyar) |

| 28. forduló 2008. május 17. 19:00 |

| Diósgyőr                                           | 3 – 3               | Paksi FC                                                    |
| -------------------------------------------------- | ------------------- | ----------------------------------------------------------- |
| Simon 49' 58' 82' (11-esből) Szélpál 39' Sebők 51' | (2 – 3) Jegyzőkönyv | Böde 31' 76' Tököli 40' (11-esből) 69' Horváth 15' Báló 80' |

| DVTK-stadion, Miskolc Nézőszám: 7 000 Játékvezető: Németh Ádám (magyar) |

| 29. forduló 2008. május 25. 18:00 |

| Újpest                       | 2 – 2               | Diósgyőr                 |
| ---------------------------- | ------------------- | ------------------------ |
| Foxi 53' Sándor 55' Habi 84' | (0 – 2) Jegyzőkönyv | Honma 27' Virágh 29' 29' |

| Szusza Ferenc Stadion, Budapest Nézőszám: 3 291 Játékvezető: Vad II. István (magyar) |

| 30. forduló 2008. május 31. 15:00 |

| Diósgyőr               | 1 – 3               | Győri ETO                                            |
| ---------------------- | ------------------- | ---------------------------------------------------- |
| Kamber 86' Vitelki 70' | (0 – 1) Jegyzőkönyv | Böőr 43' Brnović 55' Bajzát 76' Šupić 20' Kiss 90+2' |

| DVTK-stadion, Miskolc Nézőszám: 5 000 Játékvezető: Bede Ferenc (magyar) |

#### A bajnokság végeredménye
|    | Csapat                | Játszott | Gy | D  | V  | LG | KG | GK  | Pont |
| -- | --------------------- | -------- | -- | -- | -- | -- | -- | --- | ---- |
| 1  | MTK Budapest          | 30       | 20 | 6  | 4  | 65 | 22 | +43 | 66   |
| 2  | Debreceni VSC         | 30       | 19 | 7  | 4  | 67 | 27 | +40 | 64   |
| 3  | Győri ETO             | 30       | 17 | 9  | 4  | 66 | 34 | +32 | 60   |
| 4  | Újpest                | 30       | 16 | 7  | 7  | 57 | 40 | +17 | 55   |
| 5  | FC Fehérvár           | 30       | 17 | 3  | 10 | 48 | 32 | +16 | 54   |
| 6  | Kaposvári Rákóczi     | 30       | 15 | 8  | 7  | 50 | 37 | +13 | 53   |
| 7  | Zalaegerszegi TE      | 30       | 13 | 7  | 10 | 55 | 39 | +15 | 46   |
| 8  | Budapest Honvéd       | 30       | 12 | 7  | 11 | 45 | 36 | +11 | 43   |
| 9  | Nyíregyháza Spartacus | 30       | 12 | 6  | 12 | 36 | 36 | 0   | 42   |
| 10 | Vasas                 | 30       | 12 | 5  | 13 | 42 | 45 | –3  | 41   |
| 11 | Paksi FC              | 30       | 10 | 9  | 11 | 53 | 50 | +3  | 39   |
| 12 | Rákospalotai EAC      | 30       | 8  | 9  | 13 | 44 | 58 | –14 | 33   |
| 13 | BFC Siófok            | 30       | 7  | 8  | 15 | 36 | 46 | –10 | 29   |
| 14 | Diósgyőr              | 30       | 5  | 13 | 12 | 45 | 63 | –18 | 28   |
| 15 | FC Tatabánya¹         | 30       | 3  | 4  | 23 | 37 | 92 | –55 | 13   |
| 16 | FC Sopron²            | törölve  |    |    |    |    |    |     |      |

* Gy: Győzelem D: Döntetlen V: Vereség LG: Lőtt gól KG: Kapott gól GK: Gólkülönbség
|  | A Bajnokok Ligája selejtezőjének második körébe jut     |
|  | Az UEFA-kupa selejtezőjének első fordulójába jut        |
|  | UEFA Intertotó Kupa selejtezőjének első fordulójába jut |
|  | Kiesők                                                  |

¹Az FC Tatabánya a 2008/09-es bajnokságra nem kért licencet.

²Jogerős licencmegvonás, és így kizárva a bajnokságból.

#### Az eredmények összesítése
Az alábbi táblázatban összesítve szerepelnek a Diósgyőri VTK 2007/08-as bajnokságban elért eredményei.
| Ősz/tavasz (forduló)    | Otthon | Otthon | Otthon | Otthon | Otthon | Otthon | Otthon | Idegenben | Idegenben | Idegenben | Idegenben | Idegenben | Idegenben | Idegenben |
| Ősz/tavasz (forduló)    | M      | GY     | D      | V      | LG–KG  | GK     | P      | M         | GY        | D         | V         | LG–KG     | GK        | P         |
| ----------------------- | ------ | ------ | ------ | ------ | ------ | ------ | ------ | --------- | --------- | --------- | --------- | --------- | --------- | --------- |
| Őszi szezon (1–15.)     | 8      | 1      | 3      | 4      | 8–14   | –6     | 6      | 7         | 1         | 4         | 2         | 10–14     | –4        | 7         |
| Tavaszi szezon (16–30.) | 7      | 2      | 3      | 2      | 16–15  | +1     | 9      | 8         | 1         | 3         | 4         | 11–20     | –9        | 6         |
| Összesen (1–30.)        | 15     | 3      | 6      | 6      | 24–29  | –5     | 15     | 15        | 2         | 7         | 6         | 21–34     | –13       | 13        |

#### Helyezések fordulónként
| Forduló  | 1 | 2  | 3  | 4  | 5  | 6  | 7  | 8  | 9  | 10 | 11 | 12 | 13 | 14 | 15 | 16 | 17 | 18 | 19 | 20 | 21 | 22 | 23 | 24 | 25 | 26 | 27 | 28 | 29 | 30 |
| -------- | - | -- | -- | -- | -- | -- | -- | -- | -- | -- | -- | -- | -- | -- | -- | -- | -- | -- | -- | -- | -- | -- | -- | -- | -- | -- | -- | -- | -- | -- |
| Helyszín | O | O  | I  | O  | I  | O  | I  | O  | I  | O  | I  | O  | I  | O  | I  | I  | I  | O  | I  | O  | I  | O  | I  | O  | I  | O  | I  | O  | I  | O  |
| Eredmény | V | V  | V  | D  | D  | D  | D  | D  | D  | V  | GY | GY | D  | V  | V  | V  | V  | D  | D  | GY | GY | V  | V  | D  | D  | GY | V  | D  | D  | V  |
| Helyezés | 9 | 14 | 15 | 13 | 13 | 14 | 14 | 14 | 14 | 14 | 13 | 12 | 12 | 14 | 14 | 14 | 14 | 14 | 14 | 14 | 13 | 13 | 13 | 13 | 13 | 13 | 13 | 13 | 13 | 13 |

Helyszín: O = Otthon; I = Idegenben. Eredmény: GY = Győzelem; D = Döntetlen; V = Vereség.

### Magyar kupa
| 3. forduló 2007. augusztus 28. 16:30 |

| Egri FC  | 0 – 3               | Diósgyőr                                      |
| -------- | ------------------- | --------------------------------------------- |
| Nagy 57' | (0 – 1) Jegyzőkönyv | Douva 10' Simon 50' 18' Sipeki 68' Huszák 46' |

| Játékvezető: Sulyok Gergely (magyar) |

| 4. forduló 2007. szeptember 26. 15:00 |

| Mezőkövesd-Zsóry SE          | 1 – 3               | Diósgyőr                                               |
| ---------------------------- | ------------------- | ------------------------------------------------------ |
| Olasz 82' Busai 21' Ragó 62' | (0 – 1) Jegyzőkönyv | Simon 18' Douva 48' Rebecsák 74' Lakatos 34' Fodor 38' |

| Mezőkövesd Játékvezető: Sápi Csaba (magyar) |

| 5. forduló Első mérkőzés 2007. október 24. 14:30 |

| Kazincbarcikai SC                                 | 3 – 1               | Diósgyőr                                   |
| ------------------------------------------------- | ------------------- | ------------------------------------------ |
| Binder 45' 64' Kovács 81' Zimányi 53' Stevica 59' | (1 – 0) Jegyzőkönyv | Lipusz 73' Katona 17' Ngam 49' Vitelki 59′ |

| Kazincbarcika |

| 5. forduló Visszavágó 2007. november 6. 17:00 |

| Diósgyőr                                        | 1 – 1               | Kazincbarcikai SC             |
| ----------------------------------------------- | ------------------- | ----------------------------- |
| Douva 65' 36' Lakatos 35' Sipeki 42' Vámosi 61' | (0 – 1) Jegyzőkönyv | Stevica 45' Nagy 25' Elek 47' |

| DVTK-stadion, Miskolc Játékvezető: Berger József (magyar) |

### Ligakupa

#### Őszi csoportkör (C csoport)
| 1. forduló 2007. augusztus 15. 19:00 |

| Diósgyőr                        | 2 – 0               | Debreceni VSC            |
| ------------------------------- | ------------------- | ------------------------ |
| Simon 60' Lipusz 86' Kállai 77′ | (0 – 0) Jegyzőkönyv | Spitzmüller 17' Bíró 73′ |

| DVTK-stadion, Miskolc Játékvezető: Solymosi Péter (magyar) |

| 2. forduló 2007. augusztus 22. 16:00 |

| Vasas                                                              | 3 – 0               | Diósgyőr |
| ------------------------------------------------------------------ | ------------------- | -------- |
| Rebryk 6' Skita 14' Bükszegi 24' Balogh 53' Pandur 60' Tandari 87' | (3 – 0) Jegyzőkönyv |          |

| Illovszky Rudolf Stadion, Budapest Játékvezető: Erdős József (magyar) |

| 3. forduló 2007. szeptember 9. 19:00 |

| Diósgyőr                 | 1 – 0               | Nyíregyháza Spartacus                |
| ------------------------ | ------------------- | ------------------------------------ |
| Ebala 68' 53' Kállai 54' | (0 – 0) Jegyzőkönyv | Bagoly 39' Vukadinović 75' Cséke 83' |

| DVTK-stadion, Miskolc Játékvezető: Pánczél Krisztián (magyar) |

| 4. forduló 2007. szeptember 19. 16:00 |

| Nyíregyháza Spartacus    | 1 – 0               | Diósgyőr   |
| ------------------------ | ------------------- | ---------- |
| Moldovan 41' Ambrusz 55' | (1 – 0) Jegyzőkönyv | Vámosi 85' |

| Nyíregyháza Városi Stadion, Nyíregyháza Játékvezető: Németh Ádám (magyar) |

| 5. forduló 2007. október 3. 18:00 |

| Debreceni VSC            | 1 – 1               | Diósgyőr            |
| ------------------------ | ------------------- | ------------------- |
| Kouemaha 61' Komlósi 85' | (0 – 1) Jegyzőkönyv | Ngam 43' Lipusz 75' |

| Oláh Gábor utcai stadion, Debrecen Játékvezető: Sulyok Gergely (magyar) |

| 6. forduló 2007. október 10. 18:00 |

| Diósgyőr              | 2 – 1               | Vasas       |
| --------------------- | ------------------- | ----------- |
| Ebala 39' Bessong 43' | (2 – 1) Jegyzőkönyv | Sowunmi 21' |

| DVTK-stadion, Miskolc Játékvezető: Iványi Zoltán (magyar) |

#### A C csoport végeredménye
| Csapat                | M | Gy | D | V | G+ | G– | Gk | P  |
| --------------------- | - | -- | - | - | -- | -- | -- | -- |
| Debreceni VSC         | 6 | 3  | 2 | 1 | 10 | 6  | +4 | 11 |
| Diósgyőr              | 6 | 3  | 1 | 2 | 6  | 6  | 0  | 10 |
| Nyíregyháza Spartacus | 6 | 3  | 0 | 3 | 8  | 6  | +2 | 9  |
| Vasas                 | 6 | 1  | 1 | 4 | 5  | 11 | –6 | 4  |

#### Őszi negyeddöntő
| 2007. október 16. 14:30 |

| FC Tatabánya                         | 1 – 2               | Diósgyőr                            |
| ------------------------------------ | ------------------- | ----------------------------------- |
| Megyesi 89' Balogh 26' Kriston 90+1' | (0 – 1) Jegyzőkönyv | Simon 9' 48' Kállai 30' Bessong 89' |

| Városi Stadion, Tatabánya Játékvezető: Mészáros István (magyar) |

| 2007. október 26. 18:00 |

| Diósgyőr                                    | 3 – 1               | FC Tatabánya                         |
| ------------------------------------------- | ------------------- | ------------------------------------ |
| Simon 21' Farkas 82' Lipusz 89' Guyazou 44' | (1 – 0) Jegyzőkönyv | Takács 84' Németh 41' Juan Pérez 79' |

| DVTK-stadion, Miskolc Játékvezető: Gaál Gyöngyi (magyar) |

#### Őszi elődöntő
| Első mérkőzés 2007. október 31. 18:00 |

| Debreceni VSC                | 1 – 4               | Diósgyőr                                           |
| ---------------------------- | ------------------- | -------------------------------------------------- |
| Sidibe 49' Nagy 52' Bíró 80' | (0 – 2) Jegyzőkönyv | Katona 18' Simon 28' 58' 42' Lipusz 68' Hegedűs 6' |

| Oláh Gábor utcai stadion, Debrecen Játékvezető: Andó-Szabó Sándor (magyar) |

| Visszavágó 2007. november 14. 18:00 |

| Diósgyőr                                           | 2 – 3               | Debreceni VSC                                            |
| -------------------------------------------------- | ------------------- | -------------------------------------------------------- |
| Vukmir 48' (öngól) Simon 60' Sipeki 28' Farkas 82' | (0 – 2) Jegyzőkönyv | Szilágyi 28' 32' Kouemaha 90+1' Komlósi 26' Szatmári 59' |

| DVTK-stadion, Miskolc Játékvezető: Szabó Zsolt (magyar) |

#### Őszi döntő
1. mérkőzés
| 2007. november 18. 18:00 |

| FC Fehérvár                                        | 3 – 0               | Diósgyőr   |
| -------------------------------------------------- | ------------------- | ---------- |
| Simek 38' Dvéri 51' Sitku 59' Božić 8' Horváth 90′ | (1 – 0) Jegyzőkönyv | Kassim 34′ |

| Sóstói Stadion, Székesfehérvár Játékvezető: Bede Ferenc (magyar) |

2. mérkőzés
| 2007. november 28. 18:00 |

| Diósgyőr             | 2 – 1               | FC Fehérvár                                              |
| -------------------- | ------------------- | -------------------------------------------------------- |
| Simon 77' Huszák 84' | (0 – 0) Jegyzőkönyv | Sitku 70' 72' Mohl 74' Farkas 83' Vayer 86' Csobánki 89′ |

| DVTK-stadion, Miskolc Játékvezető: Szabó Zsolt (magyar) |

#### Tavaszi csoportkör (D csoport)
| 1. forduló 2007. december 1. 13:00 |

| Diósgyőr                  | 3 – 0               | Vasas |
| ------------------------- | ------------------- | ----- |
| Lipusz 50' 75' Huszák 56' | (0 – 0) Jegyzőkönyv |       |

| DVTK-stadion, Miskolc Játékvezető: Veizer Roland (magyar) |

| 2. forduló 2007. december 5. 18:00 |

| Újpest                                                     | 3 – 1               | Diósgyőr            |
| ---------------------------------------------------------- | ------------------- | ------------------- |
| Sándor 29' Moldovan 50' Kovács 63' Bidemi 32' Mészáros 67' | (1 – 1) Jegyzőkönyv | Simon 36' Fodor 55' |

| Szusza Ferenc Stadion, Budapest Játékvezető: Arany Tamás (magyar) |

| 3. forduló 2007. december 8. 13:00 |

| MTK Budapest                  | 2 – 1               | Diósgyőr                           |
| ----------------------------- | ------------------- | ---------------------------------- |
| Urbán 28' Bori 66' Pátkai 78' | (1 – 1) Jegyzőkönyv | Lipusz 40' Huszák 43' Menyhért 83' |

| Hidegkuti Nándor Stadion, Budapest Játékvezető: Pető Péter (magyar) |

| 4. forduló 2008. február 16. 14:00 |

| Diósgyőr                                                | 1 – 2               | Újpest                          |
| ------------------------------------------------------- | ------------------- | ------------------------------- |
| Martínez 52' Pintér 4' Elek 14' Sebők 27' Mogyorósi 64' | (0 – 1) Jegyzőkönyv | Dourandi 7' Tisza 67' Božić 62' |

| DVTK-stadion, Miskolc Játékvezető: Mészáros István (magyar) |

| 5. forduló 2008. február 19. 13:00 |

| Vasas                             | 4 – 1               | Diósgyőr    |
| --------------------------------- | ------------------- | ----------- |
| Piller 13' 60' Divić 23' Kiss 35' | (3 – 0) Jegyzőkönyv | Vitelki 54' |

| Budapest Játékvezető: Arany Tamás (magyar) |

| 6. forduló 2008. február 27. 14:00 |

| Diósgyőr            | 1 – 1               | MTK Budapest      |
| ------------------- | ------------------- | ----------------- |
| Simon 18' Honma 75' | (1 – 0) Jegyzőkönyv | Rodenbücher 90+1' |

| DVTK-stadion, Miskolc Játékvezető: Sápi Csaba (magyar) |

#### A D csoport végeredménye
| Csapat       | M | Gy | D | V | G+ | G– | Gk | P  |
| ------------ | - | -- | - | - | -- | -- | -- | -- |
| MTK Budapest | 6 | 4  | 2 | 0 | 12 | 6  | +6 | 14 |
| Újpest       | 6 | 3  | 0 | 3 | 14 | 9  | +5 | 9  |
| Vasas        | 6 | 2  | 1 | 3 | 9  | 16 | –7 | 7  |
| Diósgyőr     | 6 | 1  | 1 | 4 | 8  | 12 | –4 | 4  |

## Külső hivatkozások
- A csapat hivatalos honlapja (magyarul)
- A Magyar Labdarúgó Szövetség honlapja, adatbankja (magyarul)
- A Diósgyőri VTK mérkőzései